# سيف الغريب
سيف الغريب (ストレンヂア 無皇刃譚 Sutorenjia Mukōhadan، Stranger Mukōhadan) هو فيلم أنيمي ياباني في سنة 2007 من إخراج ماساهيرو أندو و إنتاج ستوديو بونز للرسوم المتحركة. يدور الفيلم حول كوتارو، الصبي الصغير الذي تطارده مجموعة من المبارزين الصينيين في ظل عهد سلالة مينغ الحاكمة لأسباب غامضة. ضمن الفريق المخيف مقاتل يدعى لوه-لانغ الذي لديه الرغبة فقط في العثور على خصم نداً له. كوتارو وكلبه الوفي يلتقيان ناناشي، ورونين مجهول تطارده ذكريات الماضي التي أدت به إلى تجنب استلال سيفه منذ ذاك الوقت.

## وصلات خارجية
- سيف الغريب على موقع IMDb (الإنجليزية)
- سيف الغريب على موقع روتن توميتوز (الإنجليزية)
- سيف الغريب على موقع نتفليكس (الإنجليزية)
- سيف الغريب على موقع ألو سيني (الفرنسية)
- سيف الغريب على موقع أول موفي (الإنجليزية)
- سيف الغريب على موقع فيلمافينيتي (الإسبانية)
- سيف الغريب على موقع قاعدة بيانات الفيلم (الإنجليزية)
- سيف الغريب على موقع ليتربوكسد (الإنجليزية)
- سيف الغريب على موقع كينوبويسك (الروسية)
- سيف الغريب على موقع ANN anime (الإنجليزية)